# Олимпийский комитет Сомали
Олимпийский комитет Сомали (сомал. Guddiga Olombikada Soomaaliyeed) — организация, представляющая Сомали в международном олимпийском движении. Основан в 1959 году, зарегистрирован в МОК в 1972 году.
Штаб-квартира расположена в Могадишо. Является членом Международного олимпийского комитета, Ассоциации национальных олимпийских комитетов Африки и других международных спортивных организаций. Осуществляет деятельность по развитию спорта в Сомали.